# 辰馬商会
株式会社辰馬商会（たつうましょうかい）は、かつて兵庫県武庫郡鳴尾村（現西宮市）に存在した企業。

## 概要
1887年（明治20年）7月設立。資本金は50万円。営業の目的は「海運」。
1902年（明治35年）、辰馬半右衛門は摂津航業を譲渡され、「辰馬商会」と改称した。欧洲大戦直前に辰馬吉左衛門に譲渡された。

## 役員

### 『日本全国諸会社役員録 明治40年』
- 社長・辰馬半右衛門[1][5]
- 取締役・辰馬烈叟、辰馬保蔵[1]
- 監査役・辰馬半左衛門[1]

### 『日本全国諸会社役員録 明治43年』
- 社長・辰馬半右衛門[2]
- 取締役・辰馬烈叟、安藤新太郎[2]
- 監査役・濱市郎介[2]

### 『日本全国諸会社役員録 明治44年』
- 社長・辰馬半右衛門[3]
- 取締役・辰馬修蔵、安藤新太郎[3]
- 監査役・濱市郎介[3]

## 出張所
- 神戸市兵庫東出町二丁目[1][2]、あるいは神戸市兵庫西出町[3]